# Mordfall Adelina Pismak
Als Mordfall Adelina Pismak wird die ungeklärte Ermordung der 10-jährigen Adelina Pismak zwischen dem 28. Juni 2001 und dem 7. Oktober 2001 im Raum Bremen bezeichnet.

## Sachverhalt
Adelina Pismak (russisch Аделина Письмак) wurde am 9. Oktober 1990 in Nowoorsk, Oblast Orenburg, Sowjetunion geboren. Sie sprach russisch als Muttersprache, deutsch fließend und auch etwas englisch. 

„Die 10-jährige Adelina Pismak aus Bremen-Kattenturm wurde zuletzt am Donnerstag, 28.06.2001, gegen 17:30 Uhr gesehen, als sie auf dem Rückweg von ihrem Großvater in die elterliche Wohnung war. Am 07.10.2001 wurde der Leichnam von Adelina in einem blauen Plastiksack verpackt von einer Pilzsammlerin gefunden. Fundort ist das sogenannte ‚Pastorenwäldchen‘ in der Leester Marsch in der Gemeinde Weyhe-Leeste bei Bremen. Es handelt sich dabei um ein ca. 180 × 46 m großes Waldstück in einem überwiegend landwirtschaftlich genutzten Gebiet südlich von Bremen.
Bei der von einem oder mehreren unbekannten Tätern verübten Tat handelt es sich um ein Sexualdelikt. In unmittelbarer Nähe des Ablageortes wurden sechs im Waldboden verscharrte Damenbadeanzüge sowie eine Umstandsmiederhose, ein Top und drei Strumpfhosen gefunden. Neben verschiedenen Tätertypen aus dem Deliktsbereich der Sexualstraftäter wird aufgrund des Fundes der Badeanzüge nicht ausgeschlossen, dass insbesondere Personen als Täter in Frage kommen könnten, die als transvestitisch veranlagte Fetischisten einzustufen sind.“

Der Fall erfuhr seinerzeit eine über mehrere Jahre andauernde Medienresonanz, die jedoch mit den Jahren abebbte. Im Zusammenhang mit anderen unaufgeklärten Todesfällen wurde auch nach fünf, zehn und 17 Jahren immer noch über den Fall berichtet. Als Verdächtiger wurde auch der mittlerweile zu Lebenslanger Freiheitsstrafe verurteilte Marc Hoffmann im September 2005 von Beamten zur Fundstelle der Leiche des Mädchens geführt. Durch diese Maßnahme sollte der Verdächtige dazu bewegt werden, auch den Mord an Adelina zu gestehen. Hoffmann gestand diesen Mord jedoch bis heute nicht. Jedoch soll er die Tat gegenüber einem Zellengenossen gestanden haben.